# World Classic Rockers
Die World Classic Rockers (kurz WCR) sind eine Rock-Supergroup, die 1995 von Nick St. Nicholas von der Rockband Steppenwolf gegründet wurde. Die Besetzung wechselte ständig, je nach Verfügbarkeit der einzelnen Musiker.
Der erste Auftritt der WCR fand am 10. Dezember 1995 in Fort Lauderdale in Florida statt. Die damaligen Mitglieder waren neben St. Nicholas (Bass, Gesang) Bobby Kimball von Toto (Gesang) und Joey Molland von Badfinger (Gitarre, Gesang), mit Richard Ward (Keyboards), Rosilee (Gesang), Mike Younce (Schlagzeug) und Kurt Griffey (Gitarre) als zusätzliche Bandmusiker. Die drei schlossen sich Mike Pinera und seinen Classic Rock All-Stars an, um an der Harley-Davidson Toys for Tots Tour teilzunehmen.
Im Laufe der Zeit spielten bei den WCR so bekannte Musiker wie Denny Laine, Donovan, John Fiddler, Spencer Davis und Aynsley Dunbar, um nur einige zu nennen.